# Aeroport Internacional de Riga
L'Aeroport Internacional de Riga és l'aeroport principal de Riga, la capital de Letònia. És l'aeroport més important dels Països bàltics i té vols directes a més de 80 destins a 30 països. Està situat al municipi de Mārupe i pertany al govern de Letònia. Serveix de hub per diverses companyies dels països bàltics. Va ser construït l'any 1973 i l'any 2014 van utilitzar-lo 4.814.073 passatgers.

## Aerolínies i destinacions
| Companyia                      | Destinacions |
| ------------------------------ | --- |
| Aeroflot                       | Moscou-Xeremètievo |
| airBaltic                      | Amsterdam, Barcelona, Berlín-Tegel, Billund, Brussel·les, Budapest, Copenhaguen, Düsseldorf, Estocolm-Arlanda, Frankfurt, Ginebra, Göteborg, Hamburg, Kaliningrad, Kíev-Boryspil, Làrnaca, Liepāja, Lisboa, Londres-Gatwick, Lviv (comença l'1 d'abril del 2019), Madrid-Barajas, Màlaga, Milà-Malpensa, Minsk, Moscou-Xeremètievo, Múnic, Niça, Oslo-Gardermoen, Palanga, París-Charles de Gaulle, Praga, Roma-Fiumicino, Sant Petersburg, Tallinn, Tampere, Tbilissi, Tel-Aviv–Ben Gurion, Turku, Varsòvia-Chopin, Viena, Vílnius, Zuric de temporada: Aberdeen, Abu Dhabi, Almati, Atenes, Bakú, Bordeus, Catània, Dubrovnik, Gdańsk, Kazan, Malta, Odessa, Òlbia, Palma, Poprad–Tatry, Reykjavík-Keflavík, Rijeka, Rodes, Salzburg, Split, Sotxi, Stavanger, Stuttgart (comença el 31 de març del 2019), Tessalònica, Venècia, Verona xàrter de temporada: Ancona, Antalya, Burgàs, Iràklio, Patres |
| Belavia                        | Minsk |
| Corendon Dutch Airlines        | xàrter de temporada: Antalya |
| Ellinair                       | de temporada: Tessalònica xàrter de temporada: Corfú, Iràklio |
| Finnair                        | Hèlsinki |
| LOT Polish Airlines            | Varsòvia-Chopin |
| Lufthansa                      | Frankfurt |
| Norwegian Air Shuttle          | Copenhaguen, Estocolm-Arlanda, Oslo-Gardermoen, Trondheim de temporada: Bergen |
| Ryanair                        | Bèrgam, Berlín-Schönefeld, Bremen, Brussel·les-Charleroi, Colònia/Bonn, Dublín, East Midlands, Edimburg, Frankfurt–Hahn, Leeds/Bradford, Londres-Stansted, Malta, Manchester, Pafos, Praga (comença el 2 d'abril del 2019) de temporada: Burgàs, Eindhoven, Girona |
| Scandinavian Airlines          | Estocolm-Arlanda |
| SmartLynx Airlines             | xàrter de temporada: Antalya, Bèrgam, Burgàs, Corfú, Djerba (comença el 26 d'abril del 2019), Enfidha (comença el 17 de maig del 2019), Funchal, Iràklio, Lanzarote, Lió, Rodes, Tenerife-Sud, Varna |
| Turkish Airlines               | Istanbul-Atatürk (finalitza el 31 de desembre del 2018), Istanbul-Nou aeroport (comença l'1 de gener del 2019) |
| Ukraine International Airlines | Kíev-Boryspil |
| Utair                          | Moscou-Vnukovo |
| Uzbekistan Airways             | Taixkent |
| Wizz Air                       | Barcelona, Bari, Bergen, Doncaster/Sheffield, Dortmund, Eindhoven, Kíev-Zhuliany (comença el 2 de març del 2019), Kutaisi, Londres-Luton, Reykjavík-Keflavík, Sandefjord, Tel-Aviv–Ben Gurion de temporada: Eilat–Ovda |

### Aerolínies de càrrega
| Companyia              | Destinacions                          |
| ---------------------- | ------------------------------------- |
| ASL Airlines Belgium   | Vílnius                               |
| DHL Aviation           | Vílnius                               |
| Sprintair              | Vílnius                               |
| Turkish Airlines Cargo | de temporada: Istanbul-Atatürk, Praga |